# Distretto di Kepsut
Il distretto di Kepsut (in turco: Kepsut ilçesi) è un distretto della Turchia nella provincia di Balıkesir con 25.146 abitanti (dato 2012) dei quali 7.665 urbani e 17.481 rurali 
Il capoluogo è la città di Kepsut.

## Geografia antropica

### Suddivisioni amministrative
Il distretto è suddiviso in 1 comune (Belediye) e 63 villaggi (Köy)